# Spanyolország az 1992. évi téli olimpiai játékokon
Spanyolország a franciaországi Albertville-ben megrendezett 1992. évi téli olimpiai játékok egyik részt vevő nemzete volt. Az országot az olimpián 4 sportágban 17 sportoló képviselte, akik összesen 1 érmet szereztek.

## Érmesek
| Érem  | Versenyző              | Sportág  | Versenyszám    |
| ----- | ---------------------- | -------- | -------------- |
| Bronz | Blanca Fernández Ochoa | Alpesisí | Női műlesiklás |

## Alpesisí
Férfi
| Versenyző         | Versenyszám            | 1. futam      | 1. futam      | 2. futam      | 2. futam      | Összesítés | Összesítés |
| Versenyző         | Versenyszám            | Idő           | Hely.         | Idő           | Hely.         | Idő        | Helyezés   |
| ----------------- | ---------------------- | ------------- | ------------- | ------------- | ------------- | ---------- | ---------- |
| Ricardo Campo     | Lesiklás               |               |               |               |               | 1:54,89    | 30.        |
| Ricardo Campo     | Műlesiklás             | 56,99         | 38.           | 57,53         | 32.           | 1:54,52    | 31.        |
| Ricardo Campo     | Óriás-műlesiklás       | 1:10,15       | 38.           | 1:07,62       | 34.           | 2:17,77    | 32.        |
| Ricardo Campo     | Szuperóriás-műlesiklás |               |               |               |               | 1:17,11    | 34.        |
| Abraham Fernández | Műlesiklás             | 56,64         | 35.           | 56,33         | 27.           | 1:52,97    | 27.        |
| Ovidio García     | Műlesiklás             | nem ért célba | nem ért célba | kiesett       | kiesett       | kiesett    | kiesett    |
| Jorge Pujol       | Műlesiklás             | 56,73         | 36.           | 56,28         | 26.           | 1:53,01    | 28.        |
| Jorge Pujol       | Óriás-műlesiklás       | 1:09,20       | 33.           | nem ért célba | nem ért célba | kiesett    | kiesett    |
| Jorge Pujol       | Szuperóriás-műlesiklás |               |               |               |               | 1:17,15    | 35.        |
| Vicente Tomas     | Óriás-műlesiklás       | 1:09,15       | 32.           | 1:06,40       | 28.           | 2:15,55    | 27.        |
| Vicente Tomas     | Szuperóriás-műlesiklás |               |               |               |               | 1:17,54    | 38.        |
| Xavier Ubeira     | Óriás-műlesiklás       | 1:09,75       | 36.           | 1:07,31       | 33.           | 2:17,06    | 31.        |
| Xavier Ubeira     | Szuperóriás-műlesiklás |               |               |               |               | kizárták   | kizárták   |

| Versenyző         | Versenyszám | Lesiklás      | Lesiklás      | Lesiklás      | Műlesiklás | Műlesiklás | Műlesiklás | Műlesiklás | Műlesiklás | Műlesiklás | Műlesiklás | Összesítés | Összesítés |
| Versenyző         | Versenyszám | Lesiklás      | Lesiklás      | Lesiklás      | 1. futam   | 1. futam   | 2. futam   | 2. futam   | Össz.      | Össz.      | Össz.      | Összesítés | Összesítés |
| Versenyző         | Versenyszám | Idő           | Pont          | Hely.         | Idő        | Hely.      | Idő        | Hely.      | Idő        | Pont       | Hely.      | Pont       | Helyezés   |
| ----------------- | ----------- | ------------- | ------------- | ------------- | ---------- | ---------- | ---------- | ---------- | ---------- | ---------- | ---------- | ---------- | ---------- |
| Ricardo Campo     | Összetett   | 1:49,20       | 43,12         | 34.           | 55,64      | 23.        | 56,30      | 20.        | 1:51,94    | 61,49      | 21.        | 104,61     | 23.        |
| Abraham Fernández | Összetett   | nem ért célba | nem ért célba | nem ért célba | kiesett    | kiesett    | kiesett    | kiesett    | kiesett    | kiesett    | kiesett    | kiesett    | kiesett    |
| Jorge Pujol       | Összetett   | 1:50,64       | 57,80         | 39.           | 50,40      | 8.         | 53,17      | 12.        | 1:43,57    | 14,27      | 9.         | 72,07      | 17.        |

Női
| Versenyző              | Versenyszám            | 1. futam | 1. futam | 2. futam | 2. futam | Összesítés | Összesítés |
| Versenyző              | Versenyszám            | Idő      | Hely.    | Idő      | Hely.    | Idő        | Helyezés   |
| ---------------------- | ---------------------- | -------- | -------- | -------- | -------- | ---------- | ---------- |
| Emma Bosch             | Óriás-műlesiklás       | 1:11,78  | 34.      | 1:11,04  | 23.      | 2:22,82    | 24.*       |
| Emma Bosch             | Szuperóriás-műlesiklás |          |          |          |          | 1:28,45    | 35.        |
| Silvia del Rincon      | Műlesiklás             | 51,02    | 27.      | 48,20    | 26.      | 1:39,22    | 23.        |
| Silvia del Rincon      | Óriás-műlesiklás       | 1:11,10  | 32.      | 1:12,10  | 26.      | 2:23,20    | 26.        |
| Ainhoa Ibarra          | Műlesiklás             | 51,35    | 28.      | 49,84    | 28.      | 1:41,19    | 26.        |
| Ainhoa Ibarra          | Óriás-műlesiklás       | 1:11,16  | 33.      | 1:11,66  | 49.*     | 2:22,82    | 24.*       |
| Ainhoa Ibarra          | Szuperóriás-műlesiklás |          |          |          |          | 1:26,96    | 29.        |
| Blanca Fernández Ochoa | Műlesiklás             | 48,25    | 2.       | 45,10    | 7.       | 1:33,35    |            |
| Blanca Fernández Ochoa | Óriás-műlesiklás       | 1:08,09  | 16.      | 1:07,32  | 6.       | 2:15,41    | 12.        |

* - egy másik versenyzővel azonos eredményt ért el

## Síakrobatika
Mogul
| Versenyző      | Versenyszám | Selejtező | Selejtező | Döntő   | Döntő    |
| Versenyző      | Versenyszám | Pont      | Helyezés  | Pont    | Helyezés |
| -------------- | ----------- | --------- | --------- | ------- | -------- |
| Rafael Herrero | Férfi       | 18,13     | 31.       | kiesett | kiesett  |
| José Rojas     | Férfi       | 4,15      | 45.       | kiesett | kiesett  |

## Sífutás
Férfi
| Versenyző                                                     | Versenyszám         | Eredmény  | Helyezés |
| ------------------------------------------------------------- | ------------------- | --------- | -------- |
| Antonio Cascos                                                | 10 km               | 34:18,5   | 76.      |
| Antonio Cascos                                                | 15 km üldözőverseny | 49:00,8   | 70.      |
| Antonio Cascos                                                | 50 km               | 2:22:59,0 | 51.      |
| Juan Jesús Gutiérrez                                          | 10 km               | 31:02,6   | 39.      |
| Juan Jesús Gutiérrez                                          | 15 km üldözőverseny | 43:17,5   | 37.      |
| Juan Jesús Gutiérrez                                          | 50 km               | 2:11:42,1 | 19.      |
| Jordi Ribó                                                    | 10 km               | 32:33,9   | 68.      |
| Jordi Ribó                                                    | 15 km üldözőverseny | 46:27,7   | 61.      |
| Jordi Ribó                                                    | 30 km               | 1:31:52,4 | 46.      |
| Jordi Ribó                                                    | 50 km               | 2:16:58,8 | 38.      |
| Carlos Vicente                                                | 10 km               | 31:56,2   | 56.      |
| Carlos Vicente                                                | 15 km üldözőverseny | 46:11,4   | 58.      |
| Carlos Vicente                                                | 30 km               | 1:33:33,3 | 57.      |
| Jordi Ribó Carlos Vicente Antonio Cascos Juan Jesús Gutiérrez | 4 × 10 km váltó     | 1:52:05,3 | 14.      |

## Szánkó
| Versenyző    | Versenyszám | 1. futam | 1. futam | 2. futam | 2. futam | 3. futam | 3. futam | 4. futam | 4. futam | Összesítés | Összesítés |
| Versenyző    | Versenyszám | Idő      | Hely.    | Idő      | Hely.    | Idő      | Hely.    | Idő      | Hely.    | Idő        | Helyezés   |
| ------------ | ----------- | -------- | -------- | -------- | -------- | -------- | -------- | -------- | -------- | ---------- | ---------- |
| Pablo García | Férfi egyes | 46,521   | 23.      | 46,818   | 24.      | 47,256   | 23.      | 47,715   | 28.      | 3:08,310   | 25.        |